# Chaj-tung
Chaj-tung (čínsky pchin-jinem Hǎidōng, znaky 海东) je městská prefektura v provincii Čching-chaj v Čínské lidové republice. Její jméno znamenající „východně od jezera“ odkazuje ke Kukunoru. Před povýšením 8. února 2013 se jednalo jen o prefekturu.

## Poloha a doprava
Chaj-tung je nejvýchodnějším správním podcelkem provincie Čching-chaj. Na západě hraničí se Si-ningem, hlavním městem provincie, a Tibetskou autonomní prefekturou Chaj-nan, na severu s Tibetskou autonomní prefekturou Chaj-pej, na východě a jihovýchodě s provincií Kan-su a na jihozápadě s Tibetskou autonomní prefekturou Chuang-nan.
Na území Chaj-tungu leží mezinárodní letiště Si-ning Cchao-ťia-pao.

## Dějiny
Na území Chaj-tungu leží vesnice Tagccher, kde se narodil v roce 1935, kdy byla součástí tibetské provincie Amdo, pozdější 14. dalajláma Tändzin Gjamccho.

## Administrativní členění
Městská prefektura Chaj-tung se člení na šest celků okresní úrovně, a sice dva městské obvody a čtyři autonomní okresy.
| Le-tu Pching-an autonomní okres · Min-che autonomní okres · Chu-ču autonomní okres · Chua-lung autonomní okres · Sün-chua |                    |                       |                       |                    |                                  |
| Název | Název              | Počet obyvatel (2010) | Počet obyvatel (2020) | Rozloha km² (2020) | Hustota zalidnění (obyv. na km²) |
| český přepis | znaky              | Počet obyvatel (2010) | Počet obyvatel (2020) | Rozloha km² (2020) | Hustota zalidnění (obyv. na km²) |
| Městské obvody |                    |                       |                       |                    |                                  |
| Le-tu | 乐都区             | 260 184               | 240 949               | 2 481              | 97                               |
| Pching-an | 平安区             | 102 975               | 117 883               | 738                | 160                              |
| Autonomní okresy |                    |                       |                       |                    |                                  |
| Min-che (chuejský a tchuský)                                                                                              | 民和回族土族自治县 | 350 118               | 326 964               | 1 899              | 172                              |
| Chu-ču (tchuský) | 互助土族自治县     | 356 437               | 337 941               | 3 358              | 101                              |
| Chua-lung (chuejský) | 化隆回族自治县     | 203 317               | 200 474               | 2 710              | 74                               |
| Sün-chua (salarský) | 循化撒拉族自治县   | 123 814               | 134 260               | 1 815              | 74                               |
| |                    |                       |                       |                    |                                  |
| Celkem | Celkem             | 1 396 845             | 1 358 471             | 13 001             | 105                              |

## Rodáci
- Dhondup Wangchen (*1974), tibetský režisér